# Jonvelle (Haute-Saône)
Jonvelle é uma comuna francesa na região administrativa de Borgonha-Franco-Condado, no departamento de Alto Sona. Estende-se por uma área de 12,37 km². Em 2010 a comuna tinha 128 habitantes (densidade: 10,3 hab./km²).